# Ладингтон, Гаррисон
Гаррисон Ладингтон (англ. Harrison Ludington; 31 июля 1812 — 17 июня 1891) — американский политический деятель, 13-й губернатор штата Висконсин в 1876—1878. Мэр города Милуоки в 1871—1872 и 1873—1876.

## Происхождение
Гаррисон Ладингтон был потомком Уильяма Ладингтона, одного из самых первых американских колонистов, который поселился в Чарльзтауне, штат Массачусетс в 1632 году и умер в Ист-Хевен Айрон Воркс, штат Коннектикут, в 1662 или 1663. Его дед — полковник Генри Ладингтон (25 мая 1739, Бранфорд, Нью-Хейвен, Коннектикут — 24 января 1817, Паттерсон, Путнам, Нью-Йорк), служивший командиром Добровольческого 7-го полка милиции округа Датчесс во время войны за независимость США. Генри Ладингтон позже стал помощником генерала Джорджа Вашингтона. Дочь Генри, Сибил Ладингтон (1761−1839), прославилась тем, что в возрасте 16 лет рисковала жизнью, чтобы предупредить американскую милицию, что британские войска сожгли Дэнбери в штате Коннектикут.

## Биография
Ладингтон родился в Кенте, округ Датчесс, штат Нью-Йорк. Его родителями были Фредерик и Сюзанна (Гриффет) Ладингтон. Гаррисон получил общее школьное образование. Он переехал в Милуоки в 1838 году, где вместе со своим дядей Льюисом приобрёл у Соломона Джуно склад, из которого был сделан магазин.
В 1851 году Ладингтон вместе с партнёрами Дэниелом Уэллсом-младшим и Энтони Ван Шейком на заработанные средства основал в северо-восточной части штата лесозаготовительную компанию Ludington, Wells and Van Schaick. При активном участии Ладингтона шла застройка Милуоки, где он начал свою политическую карьеру. Он два срока находился на должности олдермена Милуоки, три срока был мэром Милуоки, в 1876 году он ушёл с этой должности, чтобы стать губернатором штата Висконсин. На выборах в ноябре 1875 года он победил своего предшественника демократа Уильяма Р. Тейлора. В должности губернатора Висконсина Ладингтон находился с 1876 года по 1878 год.
Ладингтон был дважды женат. С первой женой, Фрэнсис Уайт, он сочетался браком 25 марта 1838 года в Луисвилле, штат Кентукки. Его второй женой была вдова Ив Мэри Тоби, на которой он женился 7 июня 1875 года. У Ладингтона было шесть детей.

## Губернатор
В качестве губернатора Гаррисон Ладингтон способствовал продвижению коммерческой деятельности. Он отменил изменения в финансовом секторе, сделанные его предшественником. Под его управлением был ослаблен пресловутый закон Поттера, который усиливал влияние штата на регуляцию железнодорожных дорог. Он также упразднил железнодорожную комиссию, состоявшую из трёх членов с правом устанавливать тарифы для железных дорог, и заменил её единственным комиссаром, не имевшим подобных полномочий. Ладингтон отказался выдвинуть свою кандидатуру на пост губернатора в 1879 году из-за давления со стороны молодых членов Республиканской партии .

## На пенсии
После завершения губернаторского срока Ладингтон ушел из политики и вернулся в частный бизнес. Художник Конрад У. Хейд написал его портрет в этот период его жизни.
Гаррисон Ладингтон умер 17 июня 1891 года в Милуоки и похоронен на городском кладбище Форест-Хоум.